# Daniela Hooghiemstra
Daniela Anouk Hooghiemstra (De Bilt, 16 augustus 1967) is een Nederlandse geschiedkundige, journaliste en schrijfster. 
Hooghiemstra volgde het vwo aan de Werkplaats Kindergemeenschap in Bilthoven. Ze studeerde geschiedenis aan de Universiteit van Amsterdam. In januari 2013 promoveerde ze aan deze universiteit op een proefschrift over Kees Boeke.
Ze is journalist en schrijft artikelen in de Volkskrant en NRC Handelsblad en heeft een column in EW. Ze is gespecialiseerd in de geschiedenis van het Nederlands koningshuis, waarover ze diverse artikelen en boeken heeft gepubliceerd.

## Varia
- Hooghiemstra was een jeugdvriendin van Mabel Wisse Smit.[2]